# Melissos z Samos
Melissos z Samos (V wiek p.n.e.) – samijski dowódca, amatorski filozof eleacki nawiązujący do atomizmu Demokryta i Leucypa.
Niewiele wiadomo o jego życiu. Urodzony prawdopodobnie pod koniec VI w. p.n.e. (być może w 515, na pewno nie później niż w 470). Pozostawał w kontaktach z eleatami, niewiele starszy od Zenona, był uczniem Parmenidesa, od którego przejął wiele idei filozoficznych. Usystematyzował jego naukę i przejął od niego tezy, jednak wprowadził drobne zmiany: do cech bytu wymienionych przez Parmenidesa dodał jego przestrzenną nieskończoność i doskonałość. Według Plutarcha był zasłużonym politykiem samijskim. W roku 422 p.n.e. został wybrany na stratega. W latach 441-440 był dowódcą samijskiej floty, która w tym czasie odniosła sławne zwycięstwo nad flotą ateńską.

## Filozofia
Melissos jako pierwszy wprowadził do filozofii wyraz hyle w znaczeniu ogólnym, na określenie czegoś cielesnego, czyli materii. W ten sposób Melissos zwalcza możliwość istnienia absolutnej pustki (nie-bytu), ponieważ nie można jej logicznie zdefiniować na podstawie pojęcia bytu.
Byt w sensie materialnym
- jest wieczny
- jest nieskończony przestrzennie
- jest jedyny
- jest niezmienny
- nie doznaje bólu

W związku z tym pojęcie bytu mieści w sobie pojęcie pustki i wszelkie pojęcie hyle. W ten sposób logika zostaje postawiona ponad doksa, czyli wiedzę o świecie zmysłowym. W wyniku tego Melissos odmawia wartości prawdy poznaniu zmysłowemu jako czemuś, co ulega zmianie i tym samym nie może być pojmowane i przedstawiane w stałych kategoriach bytu. A ponieważ człowiek nie może wyjść poza doznanie zmysłowe, więc doznanie prawdziwe-umysłowe jest dla niego niemożliwe.